# Великодорошівська сільська рада
Великодорошівська сільська рада — орган місцевого самоврядування у Жовківському районі Львівської області з адміністративним центром у с. Великий Дорошів.

## Загальні відомості
Львівська обласна рада рішенням від 30 червня 2005 року у Жовківському районі утворила Великодорошівську сільраду з центром у селі Великий Дорошів і сільській раді підпорядкувала село Малий Дорошів Куликівської селищної ради.

## Населені пункти
Сільській раді підпорядковані населені пункти:
- с. Великий Дорошів
- с. Малий Дорошів